# Auerbach (Monts-Métallifères)
Pour les articles homonymes, voir Auerbach.
Auerbach est une commune de Saxe (Allemagne), située dans l'arrondissement des Monts-Métallifères, dans le district de Chemnitz.